# 繁昌神社
繁昌神社（はんじょうじんじゃ）は、京都府京都市下京区繁昌町にある神社。旧称は班女神社（はんにょじんじゃ）。通称には繁昌の宮（はんじょうのみや）、京の弁財天、班女ノ社（はんにょのやしろ）ともいわれる。全国で唯一の商売繁昌についての神社と称しており、その他には家内安全、諸芸成就、良縁成就のご利益があるとされる。

## 祭神
近世には弁財天を祭神としており、現在でも弁財天としても信仰を集めている。
- 市杵嶋姫命（イチキシマヒメ）
- 田心姫命（タキリビメ）
- 湍津姫命（タギツヒメ）

## 歴史
清和天皇の御代（858年-876年）、藤原繁成の邸宅の庭に功徳池（くどくいけ）という池があった。延喜年間（901年-922年）、安芸国の宮島から市杵嶋姫命、田心姫命、湍津姫命の宗像三女神を功徳池の中島に勧請したのが繁昌神社の起源である。13世紀前半に成立した『宇治拾遺物語』巻三十五には、長門前司の娘の葬送をめぐる怪異譚として繁昌神社の前身社が登場し、これが文献による繁昌神社の初出である。文明9年（1477年）に作成された『八坂神社文書』の一部にも繁昌神社らしき社の記載があり、応仁の乱から遠くない時期に、繁昌神社が堀などをともなって存在していたことを知ることができる。文禄2年（1593年）の書き上げには「はんちよ町」という記載がある。
17世紀後半に記された地誌『雍州府志』には、豊臣秀吉が社殿を東山五条の佐女牛八番宮社（若宮八幡宮社）近くに移そうとしたが、祟りがあったとして現在地に戻されたことが記されている。元治元年（1864年）、禁門の変（蛤御門の変）に付随して起こった大火どんどん焼けでは、繁昌神社の社殿も焼失した。祭神としていた弁財天は仏教色が強く、近代の神仏分離の際には市杵嶋姫命を祭神とするようになった。
江戸時代には真言宗の寺院によって管理され、功徳院と呼ばれていたが、神仏分離の際に現在の神社となった。かつては班女神社（はんにょじんじゃ）と呼ばれていたが、いつしか訛って繁昌神社（はんじょうじんじゃ）と呼ばれるようになったという。18世紀になると周辺が繁昌町と呼ばれるようになり、現在でも下京区繁昌町という地名として残っている。

## 現地情報
所在地
- 京都府京都市下京区高辻通室町西入ル繁昌町308

交通アクセス
- 京都市営地下鉄烏丸線四条駅より徒歩5分
- 阪急京都線烏丸駅より徒歩5分
- 京都市バス「烏丸松原」より徒歩3分